# Cascade Valley
Cascade Valley é uma Região censo-designada localizada no estado norte-americano de Washington, no Condado de Grant.

## Demografia
Segundo o censo norte-americano de 2000, a sua população era de 1811 habitantes.

## Geografia
De acordo com o United States Census Bureau tem uma área de
11,5 km², dos quais 7,2 km² cobertos por terra e 4,3 km² cobertos por água.

## Localidades na vizinhança
O diagrama seguinte representa as localidades num raio de 32 km ao redor de Cascade Valley.